# Larike (langue)
Ne doit pas être confondu avec Larike.
Le larike est une langue austronésienne, du groupe malayo-polynésien, parlée en Indonésie, dans la province des Moluques, dans le sud-ouest de l'île d'Ambon, ainsi que sur les îles voisines. Ses locuteurs sont au nombre de 8 000. 

## Situation sociolinguistique
Le larike n'est utilisé que par les musulmans. Les chrétiens, christianisés par les Portugais au XVIe siècle, qui occupaient également Malacca, ne parlent que le malais d'Ambon. De manière générale, le larike est menacé par le développement de ce créole malais.

## Classification
La larike est une des langues maluku central, un des sous-groupes rattachés au malayo-polynésien central. 

## Phonologie
Les tableaux présentent la phonologie du larike, les voyelles et les consonnes.

### Voyelles
|         | Antérieure | Centrale | Postérieure |
| ------- | ---------- | -------- | ----------- |
| Fermée  | i [i]      |          | u [u]       |
| Moyenne | e [e]      |          | o [o]       |
| Ouverte |            | a [a]    |             |

### Consonnes
Les phonèmes indiqués entre parenthèses n'apparaissent que dans des emprunts.
|              |              | Bilabiales | Alvéol.     | Dorsales   | Dorsales | glottale |
| ------------ | ------------ | ---------- | ----------- | ---------- | -------- | -------- |
| Palatales    | Vélaires     | Bilabiales | Alvéol.     |            |          | glottale |
| Occlusives   | Sourde       | p [p]      | t [t]       |            | k [k]    | ʔ [ʔ]    |
| Occlusives   | Sonore       | (b) [b]    | d [d]       |            | (g) [g]  |          |
| Fricative    | Fricative    |            | s [s]       |            |          | h [h]    |
| Affriquées   | Sourde       |            |             | (c) [ t͡ʃ ] |          |          |
| Affriquées   | Sonore       |            |             | (j) [ d͡ʒ]  |          |          |
| Nasale       | Nasale       | m [m]      | n [n]       |            | (ŋ) [ŋ]  |          |
| liquide      | liquide      |            | r [r] l [l] |            |          |          |
| Semi-voyelle | Semi-voyelle | w [w]      |             | y [ j]     |          |          |

## Sources
- (en) Carol J. Laidig, 1992, Segments, Syllables, and Stress in Larike, dans Donald A. Burquest, Wyn D. Laidig (éditeurs), Phonological Studies in Four Languages of Maluku, pp. 67-126, Dallas, Summer Institute of Linguistics (ISBN 0-88312-803-9)